# Grand monument Mansudae
Le Grand monument Mansudae (hangeul : 만수대대기념비 ; RR : Mansudae Daehyeongdongsang) est un complexe de monuments situé sur une place de Pyongyang en Corée du Nord.
La partie centrale du monument est constituée de deux statues en bronze de Kim Il-sung et Kim Jong-il de 22 m de haut. Derrière elles se trouve un mur du musée de la révolution coréenne décoré d'une mosaïque murale du mont Paektu considéré comme la montagne sacrée de la révolution. À côté des statues se trouvent deux monuments représentant une foule de soldats, ouvriers, agriculteurs, etc. la Lutte révolutionnaire antijaponaise sur la gauche de la place et la Révolution socialiste sur la droite. Ces mémoriaux ont une hauteur de 22,5 mètres et une longueur de 50 mètres. Les personnages représentés alignés font en moyenne 5 mètres de haut.
Le monument est construit en avril 1972 avec uniquement la statue de Kim Il-sung. Elle est à l'origine recouverte de feuilles d'or mais est plus tard modifiée en bronze, car Deng Xiaoping en aurait été choqué lors d'une visite dans la ville,. Après la mort de Kim Jong-il en 2011, une statue à son image est érigée à côté de celle de son père et dévoilée le 13 avril 2012 pour le centième anniversaire de la naissance du « président pour l'éternité ». Dans le même temps, la statue de Kim Il-sung est modifiée pour le représenter plus âgé. Kim Jong-il est d'abord présenté avec un long manteau mais sa statue est rapidement modifiée pour le représenter avec sa parka habituelle. Les monuments de la place sont l’œuvre de l'atelier Mansudae.
Les visiteurs prenant en photos les statues sont obligés de prendre les deux ensemble dans le même cliché et doivent également les photographier dans leur entièreté.
Les visiteurs doivent également déposer une gerbe de fleurs au pied de la statue lors de leur arrivée dans le pays

## Statues centrales

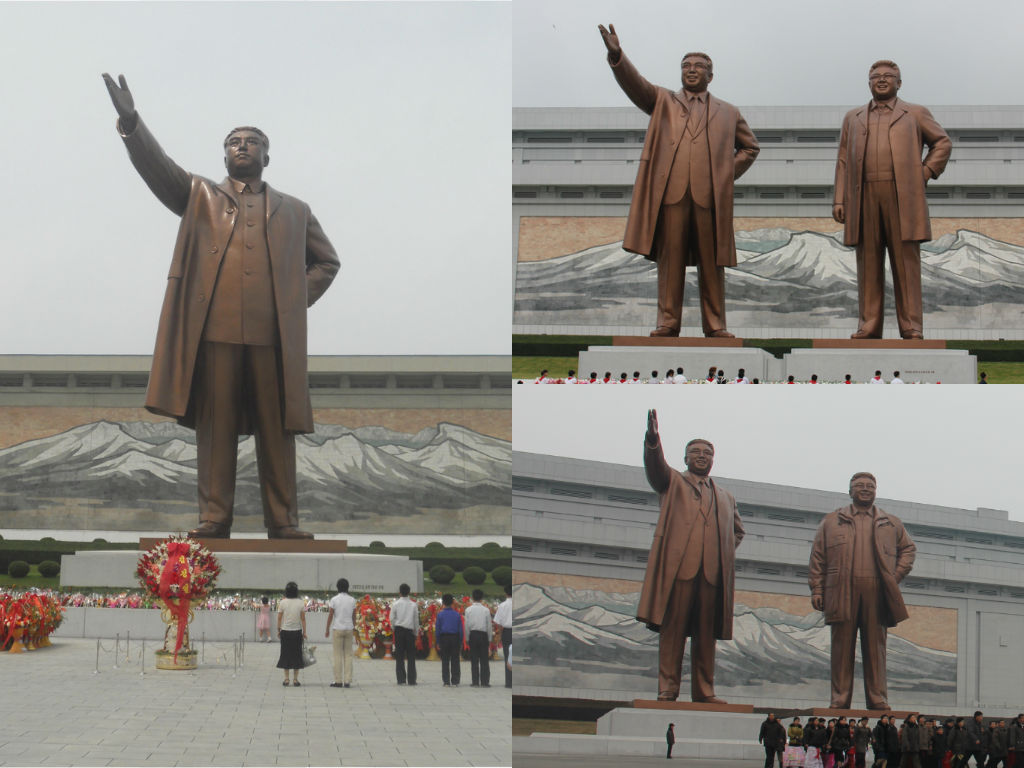
Changements apportés à la statue originale de Kim Il-sung (à gauche) et la statue initiale de Kim Jong-il (en haut à droite) puis après modification (en bas à droite).
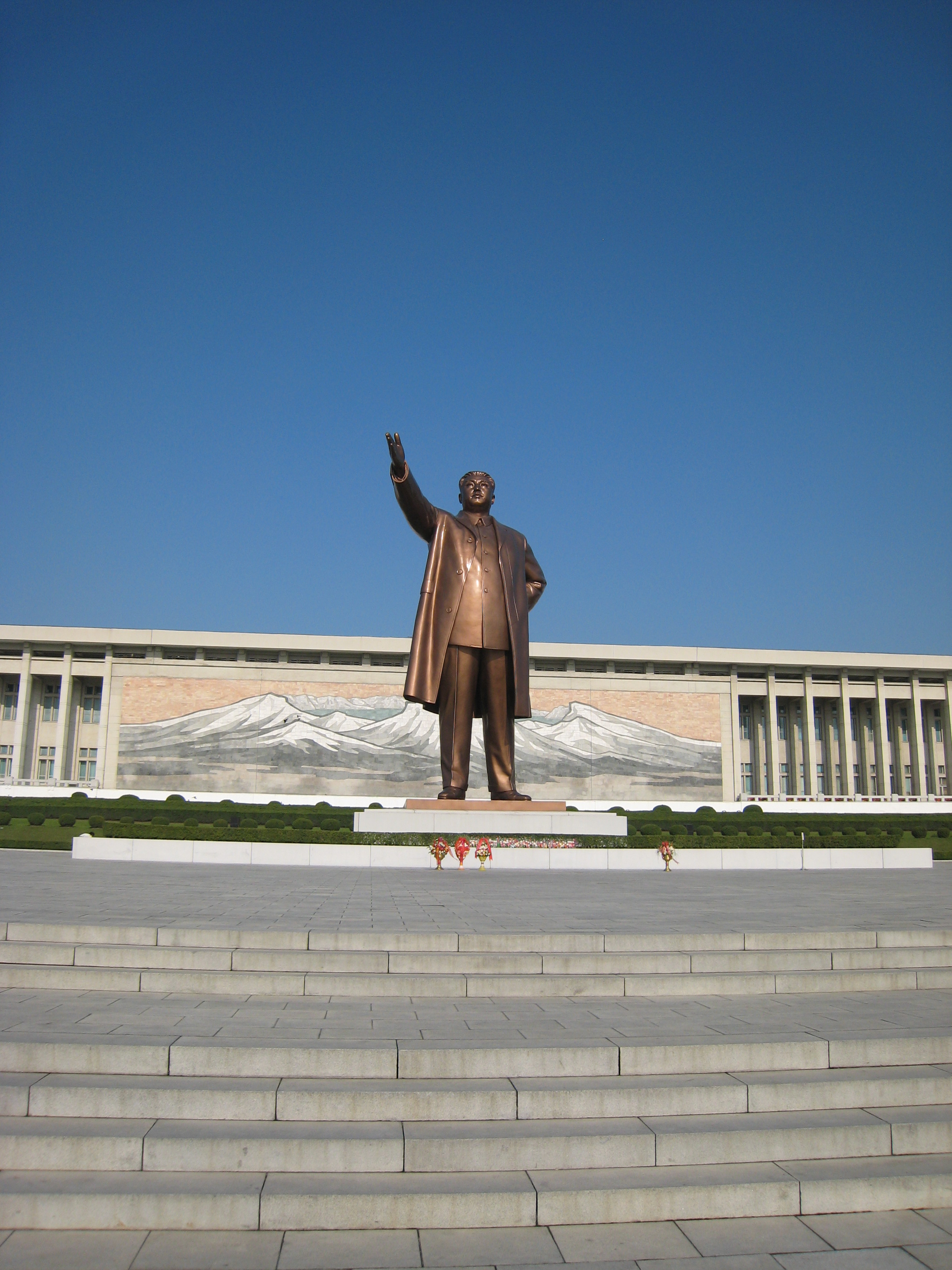
Vue du monument avec la statue de Kim Il-sung seule avant l'installation en 2012 de la statue de Kim Jong-il.
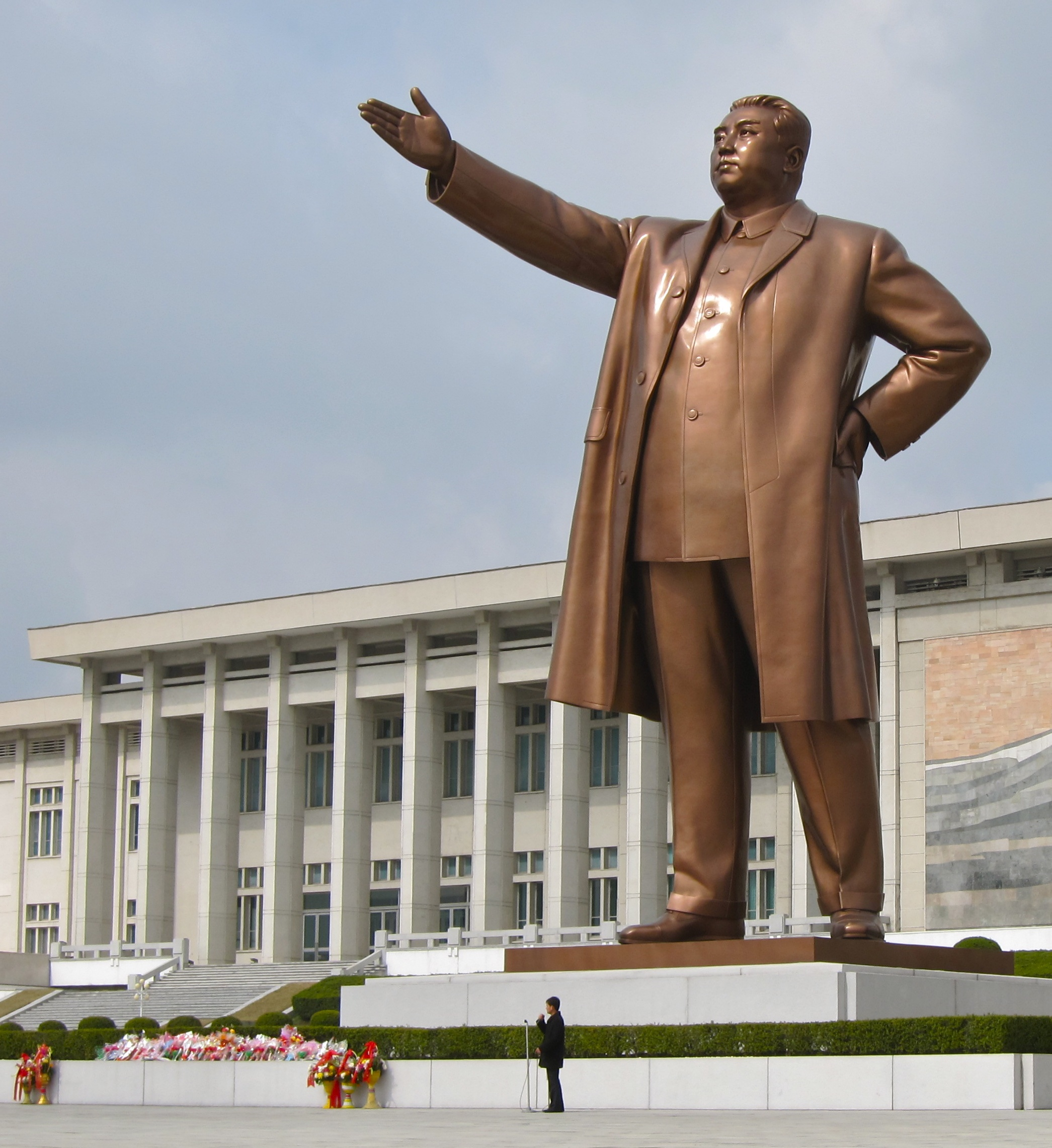
Autre vue de l'ancienne statue de Kim Il-sung le représentant plus jeune et avec une veste différente.
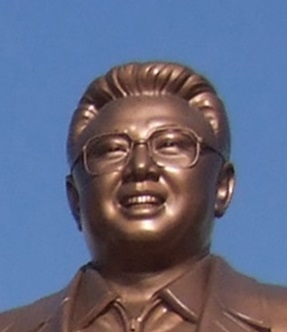
Gros plan sur la tête de la statue de Kim Jong-il.
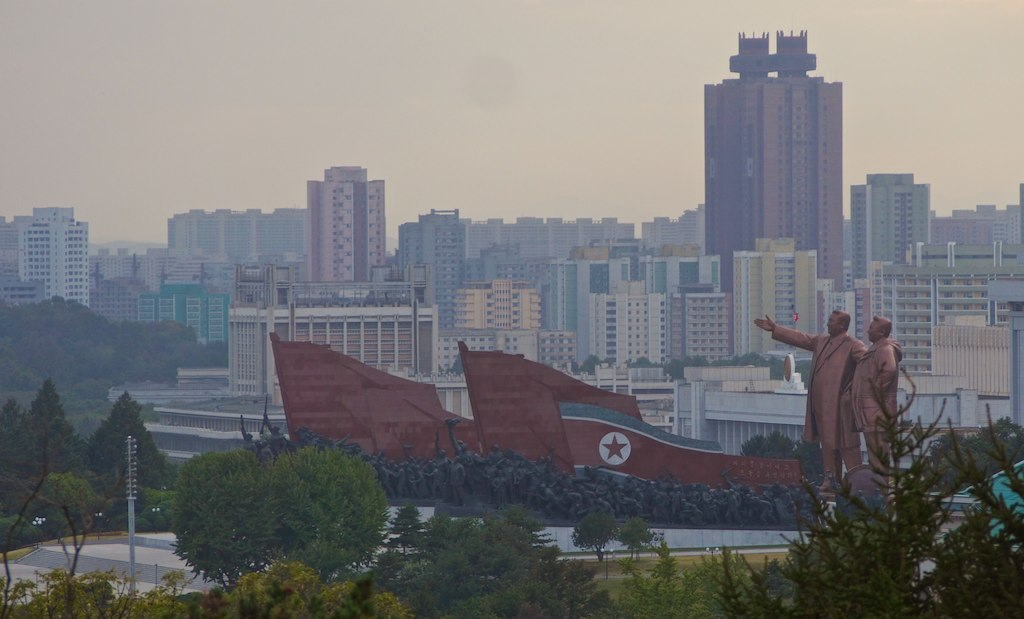
Vue éloignée du complexe de monuments.
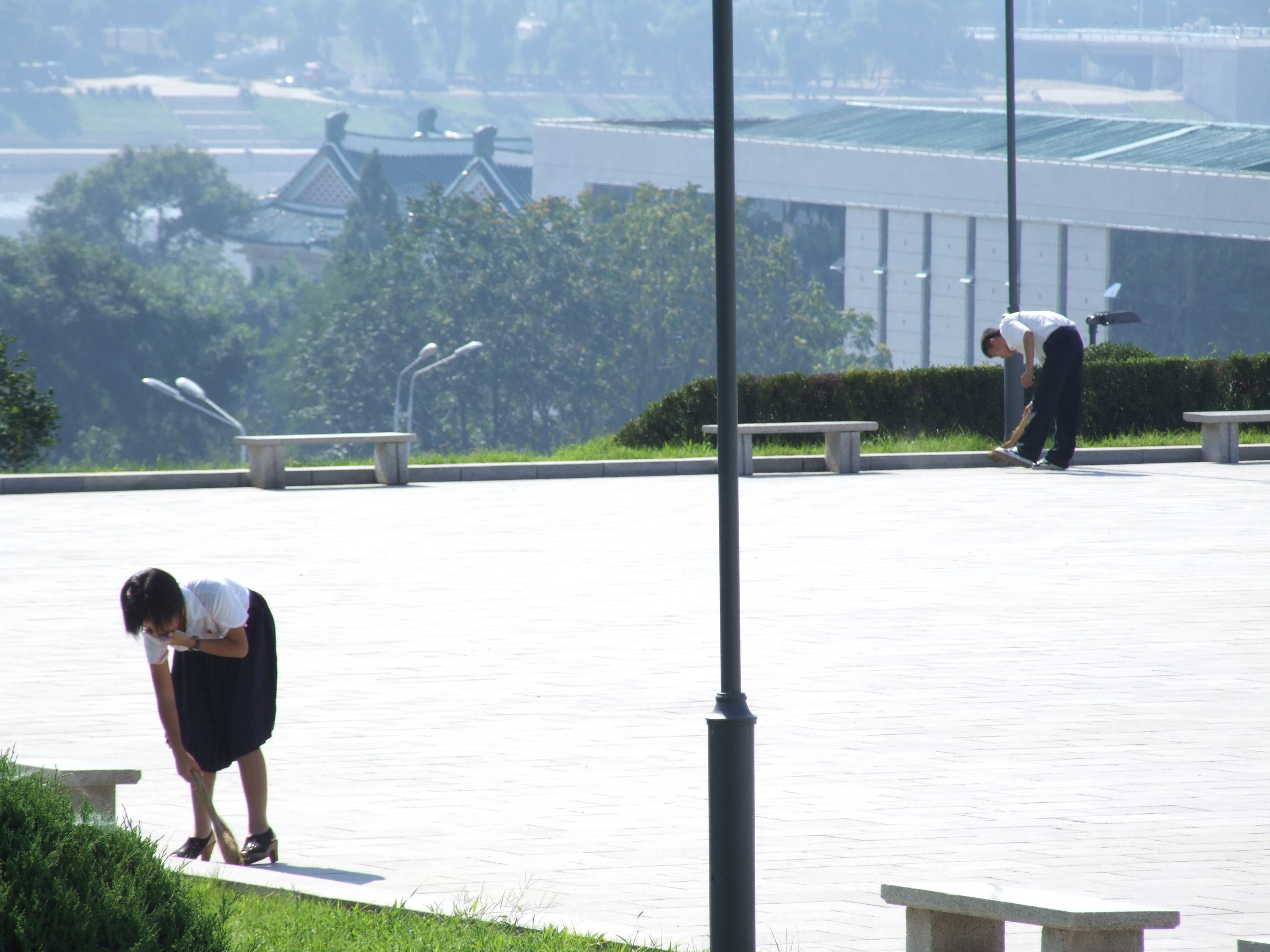
Entretien régulier de la place.
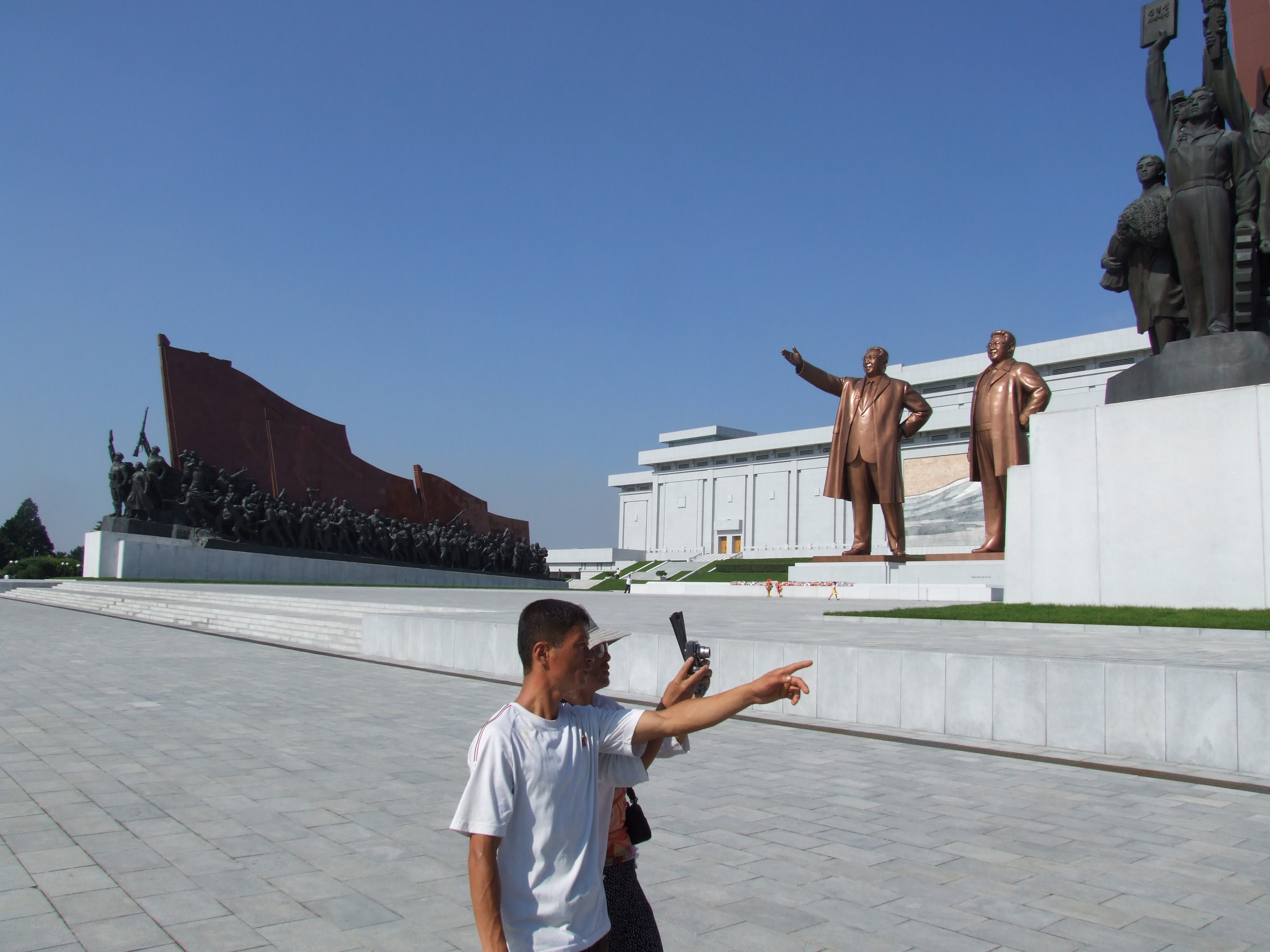
Vue d'ensemble.

## Lutte révolutionnaire antijaponaise

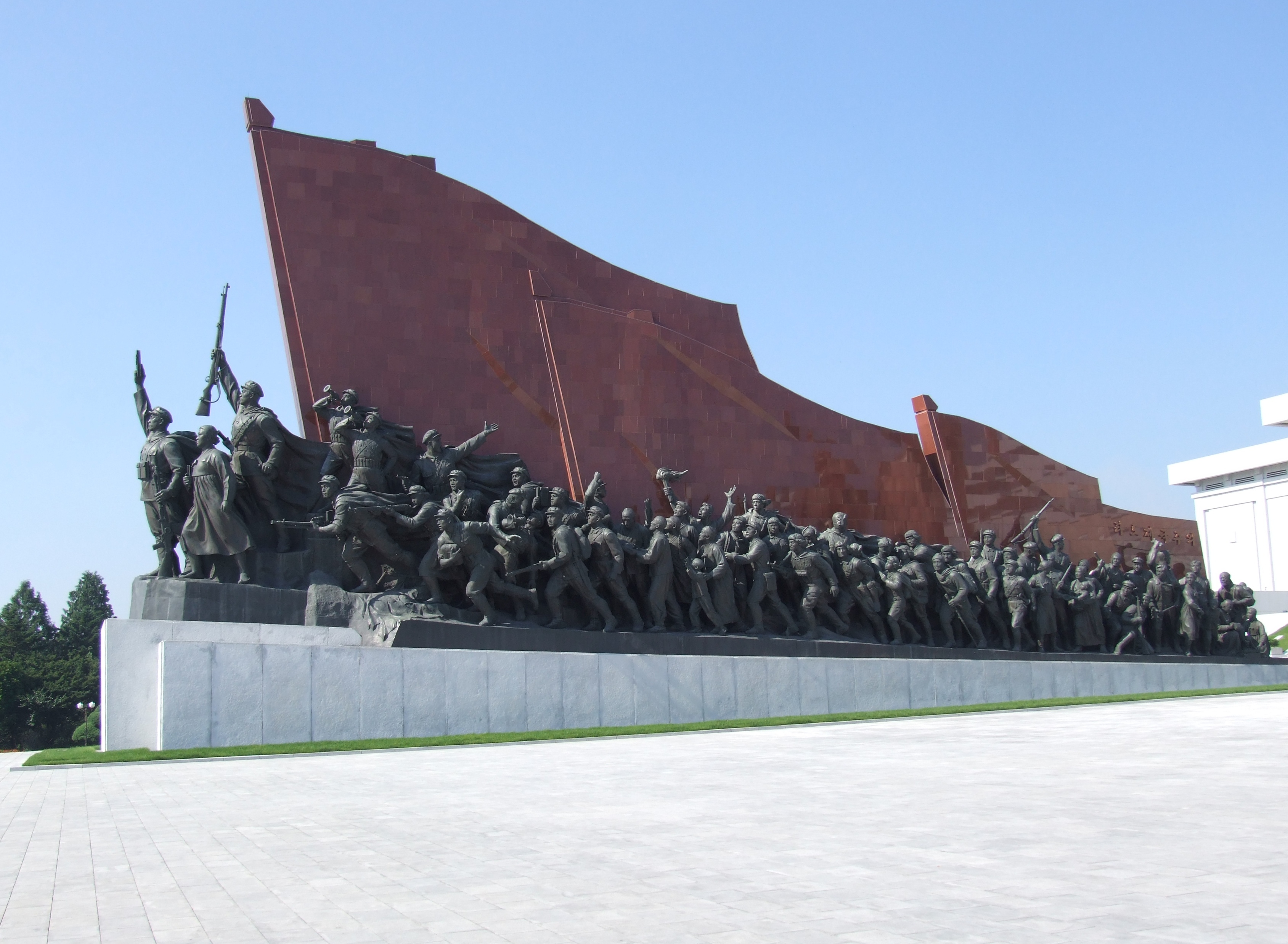
Vue du monument de la Lutte révolutionnaire antijaponaise sur la gauche de la place.
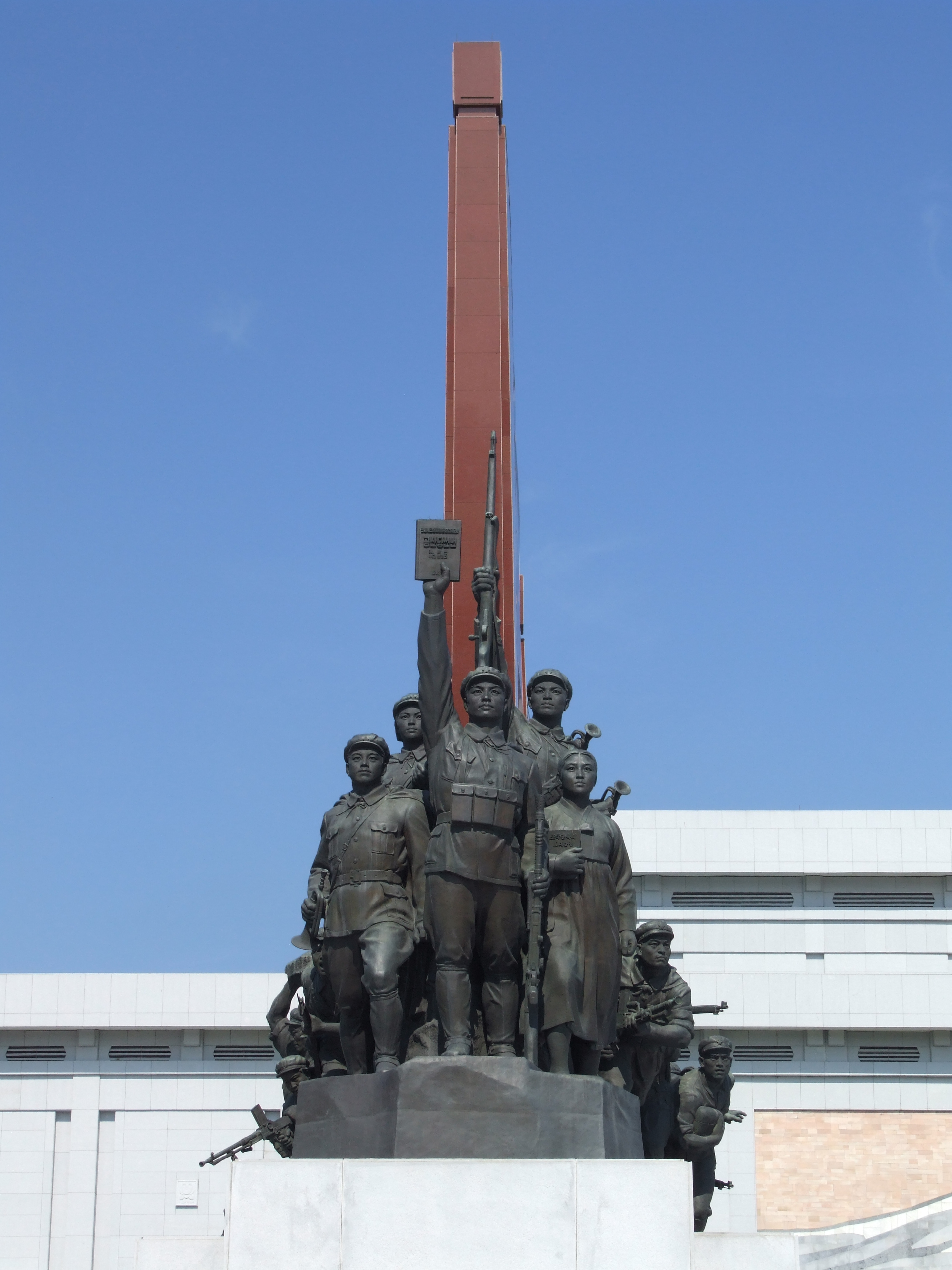
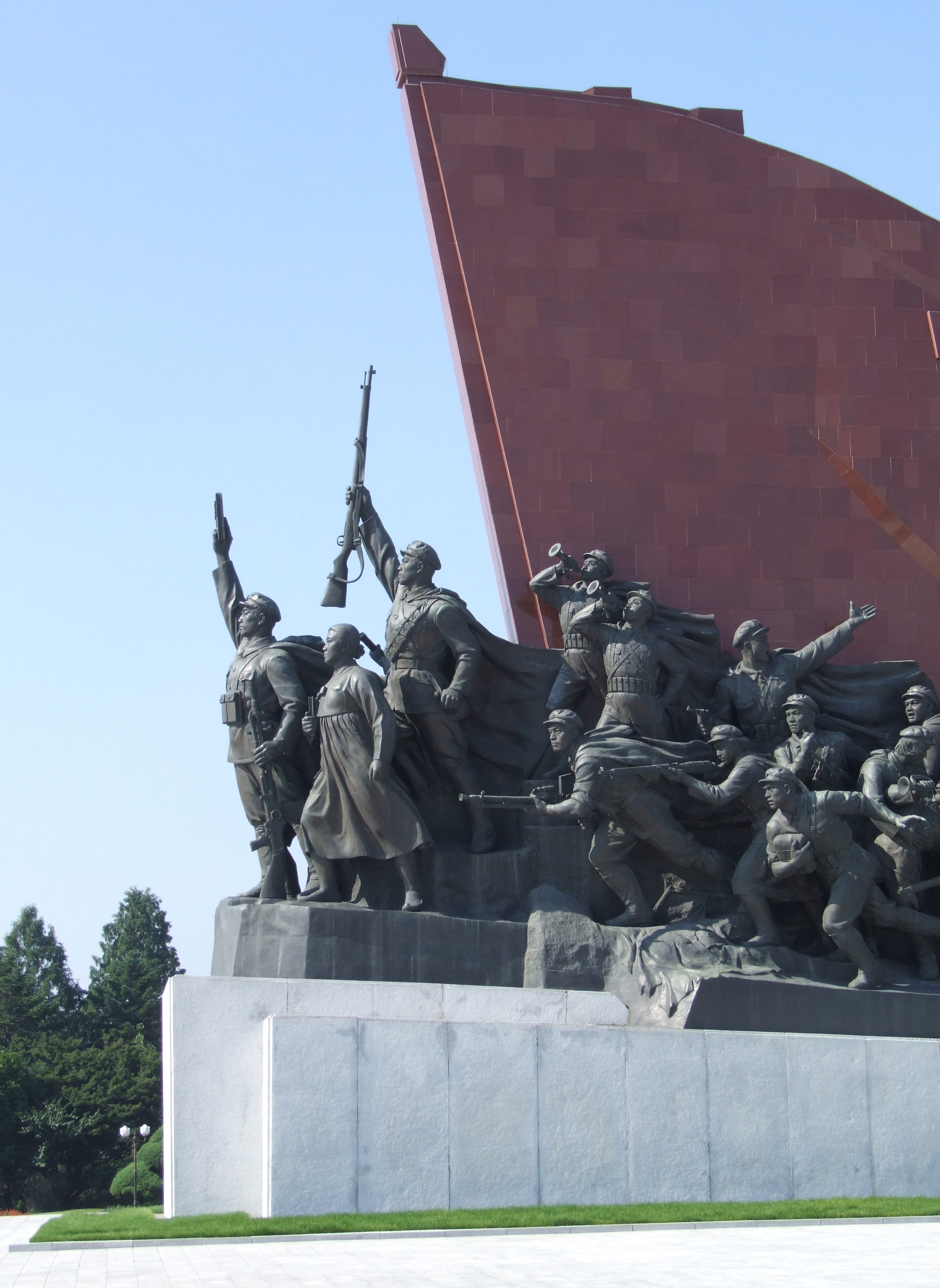
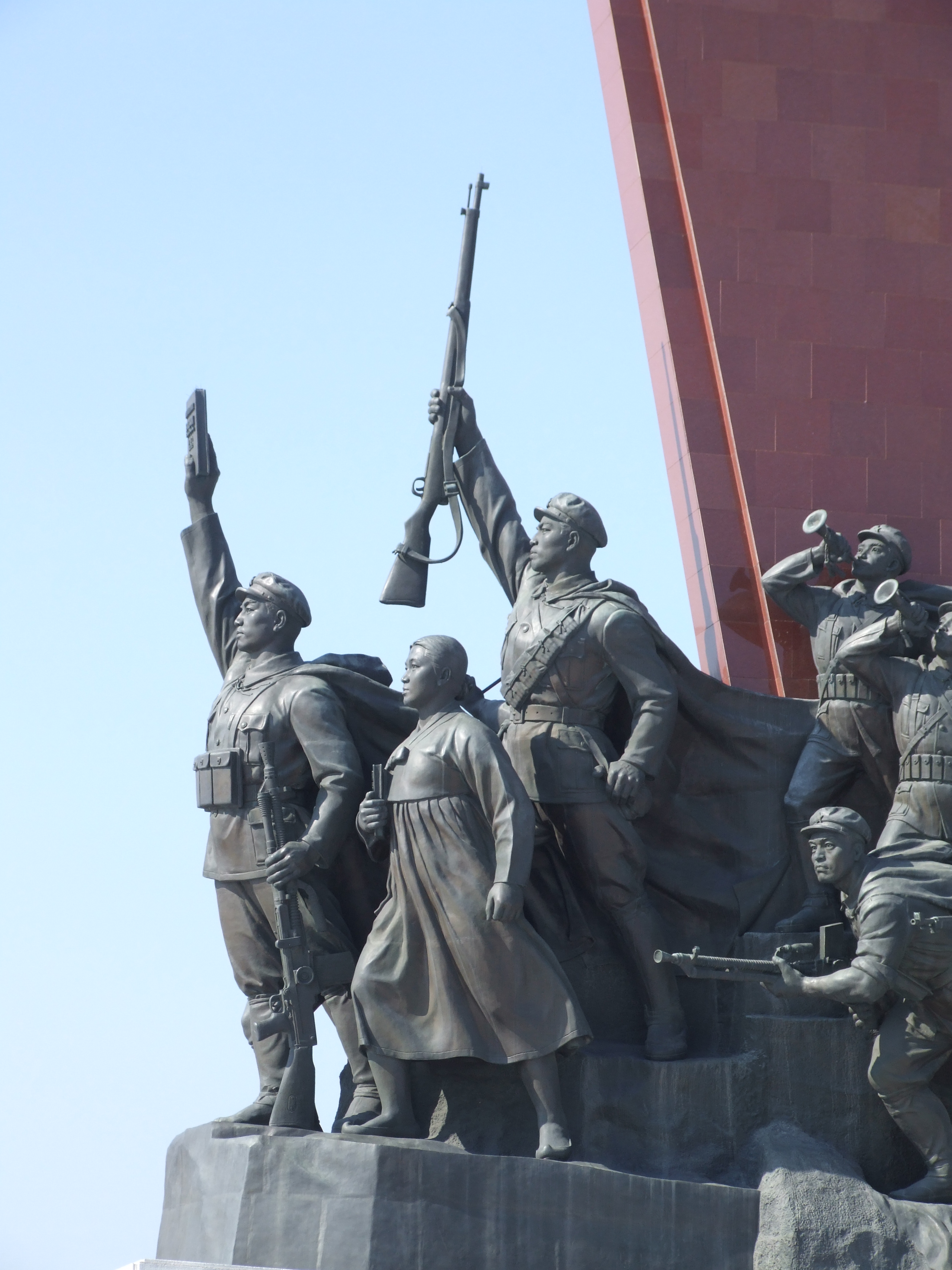
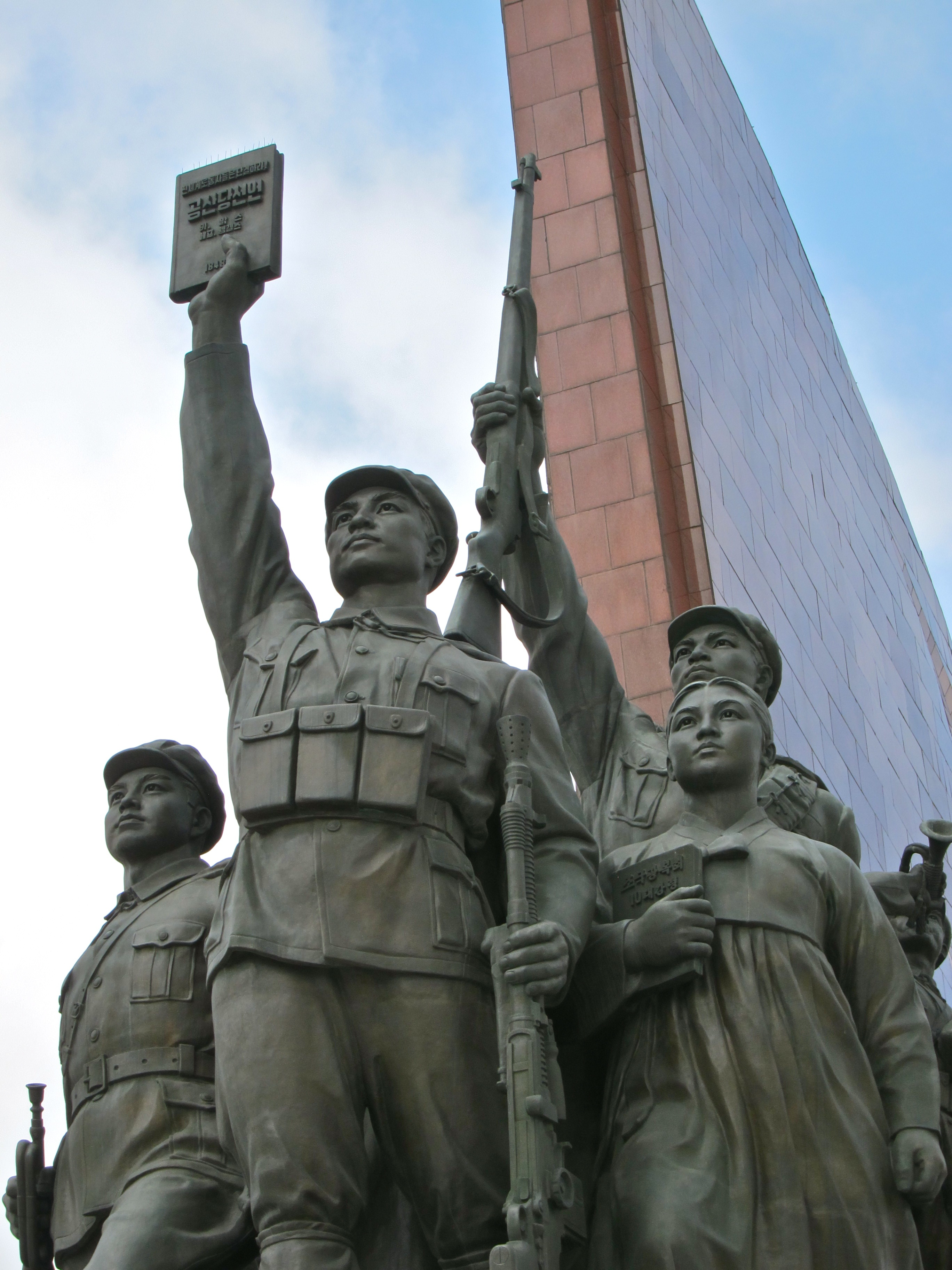
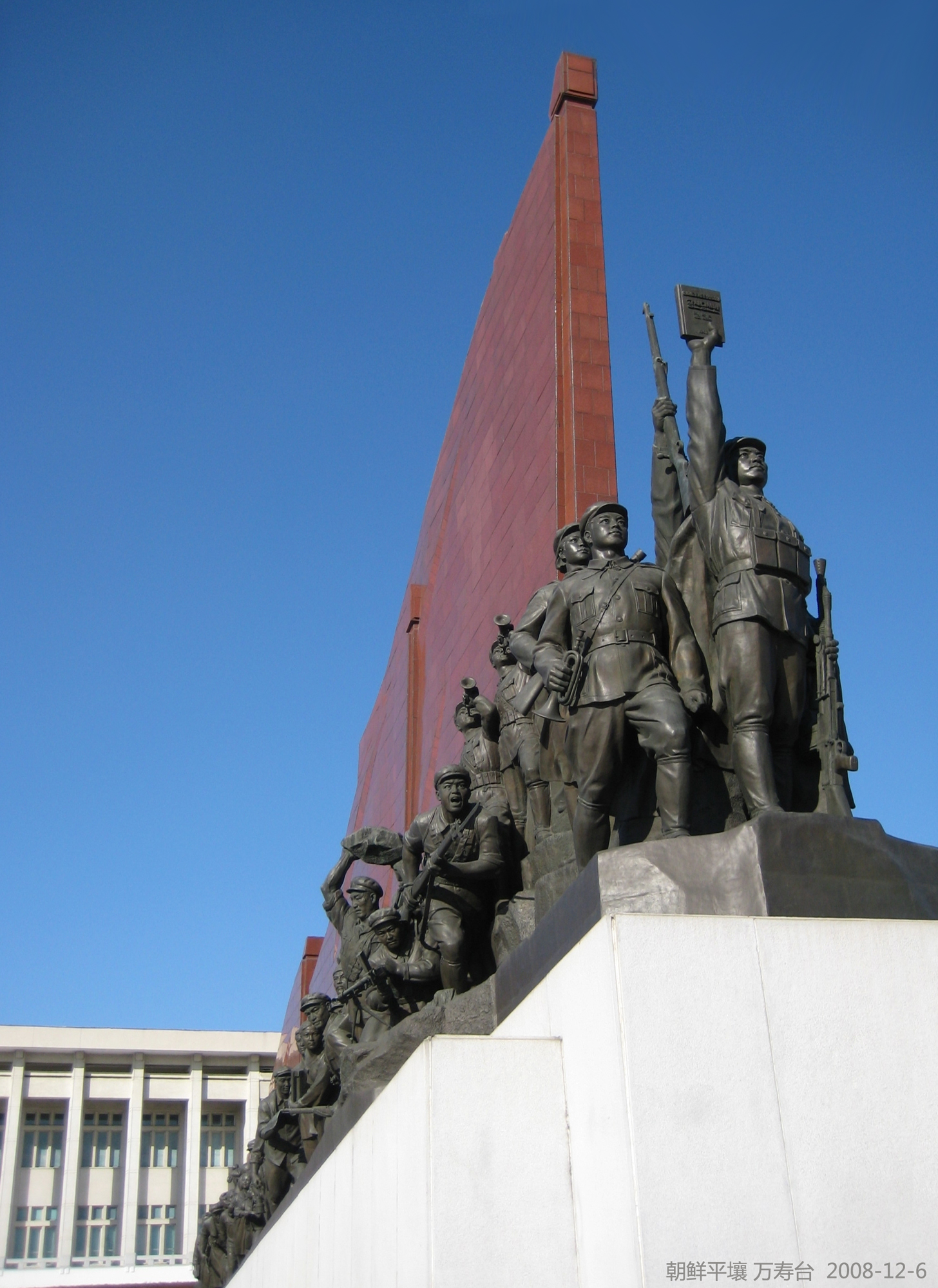
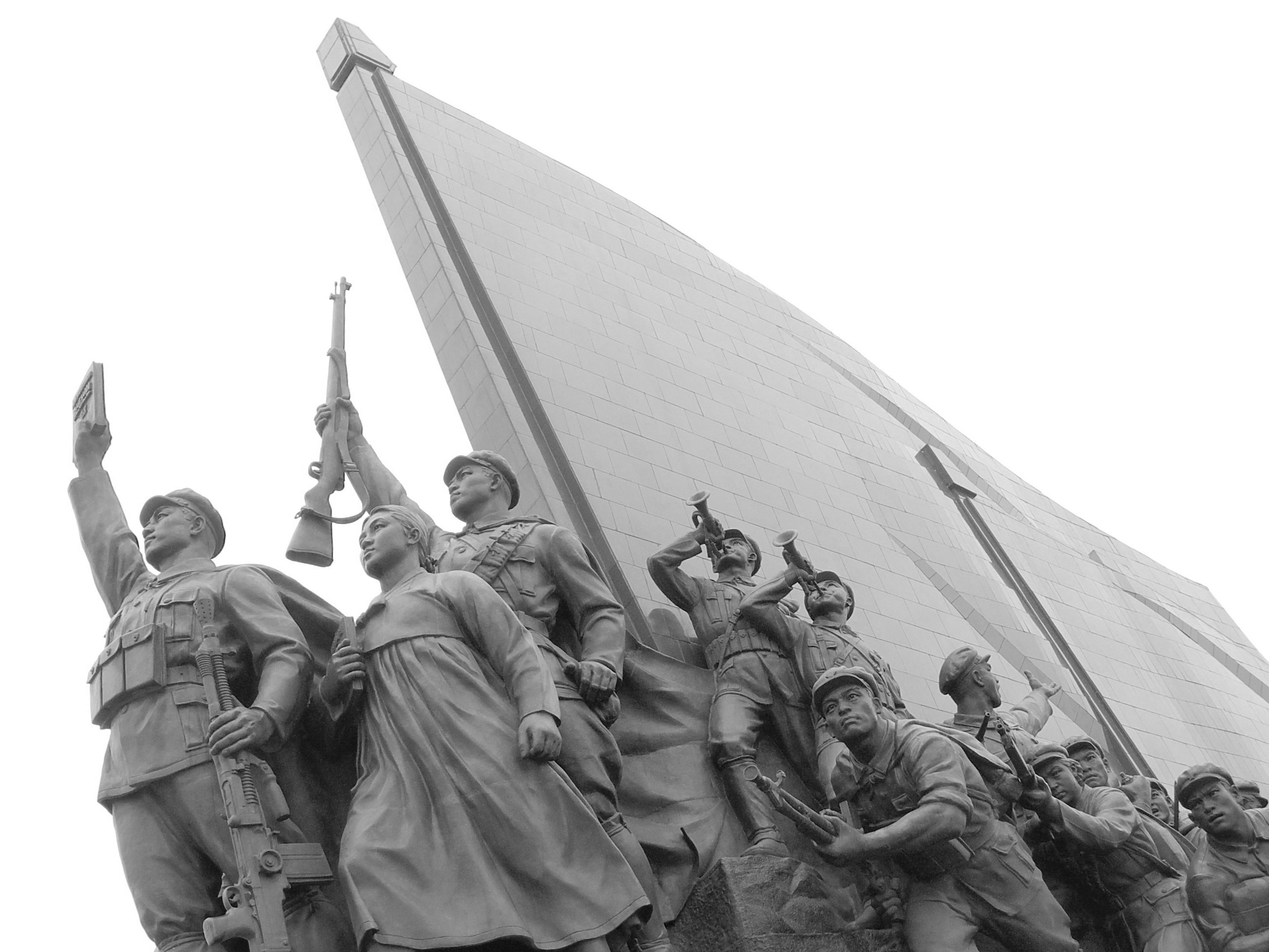
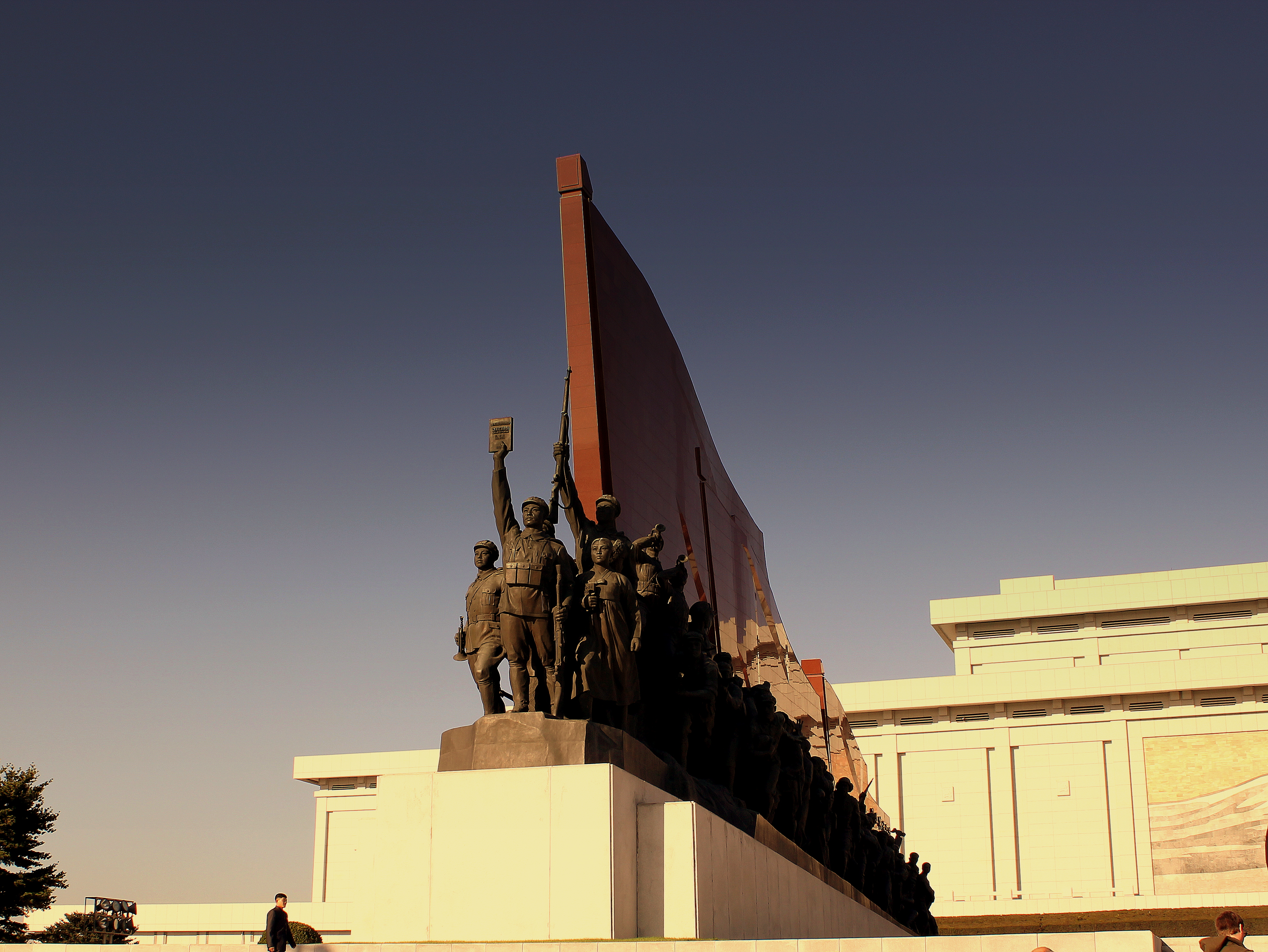

## Révolution socialiste

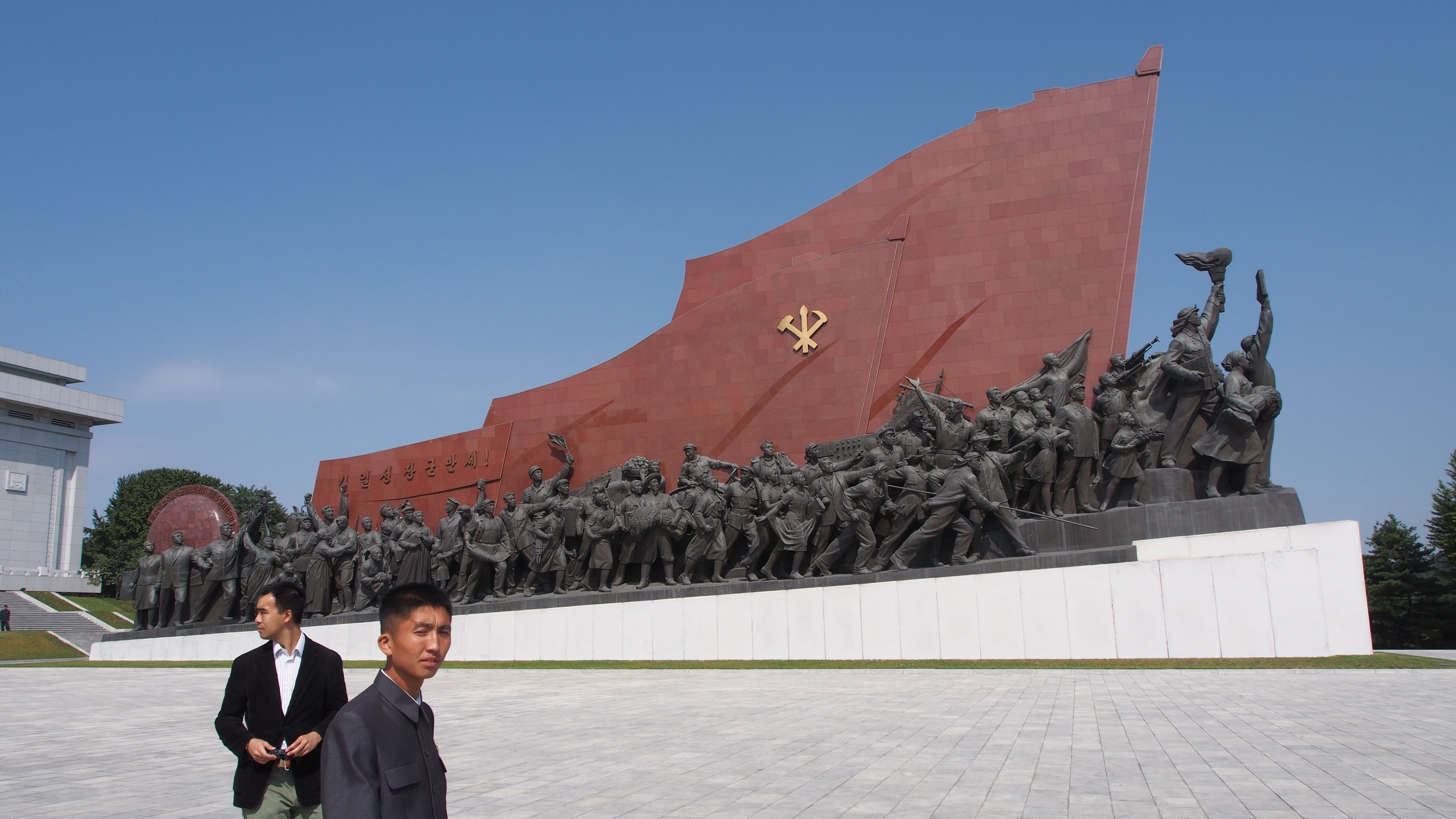
Vue du monument de la Révolution socialiste sur la droite de la place.
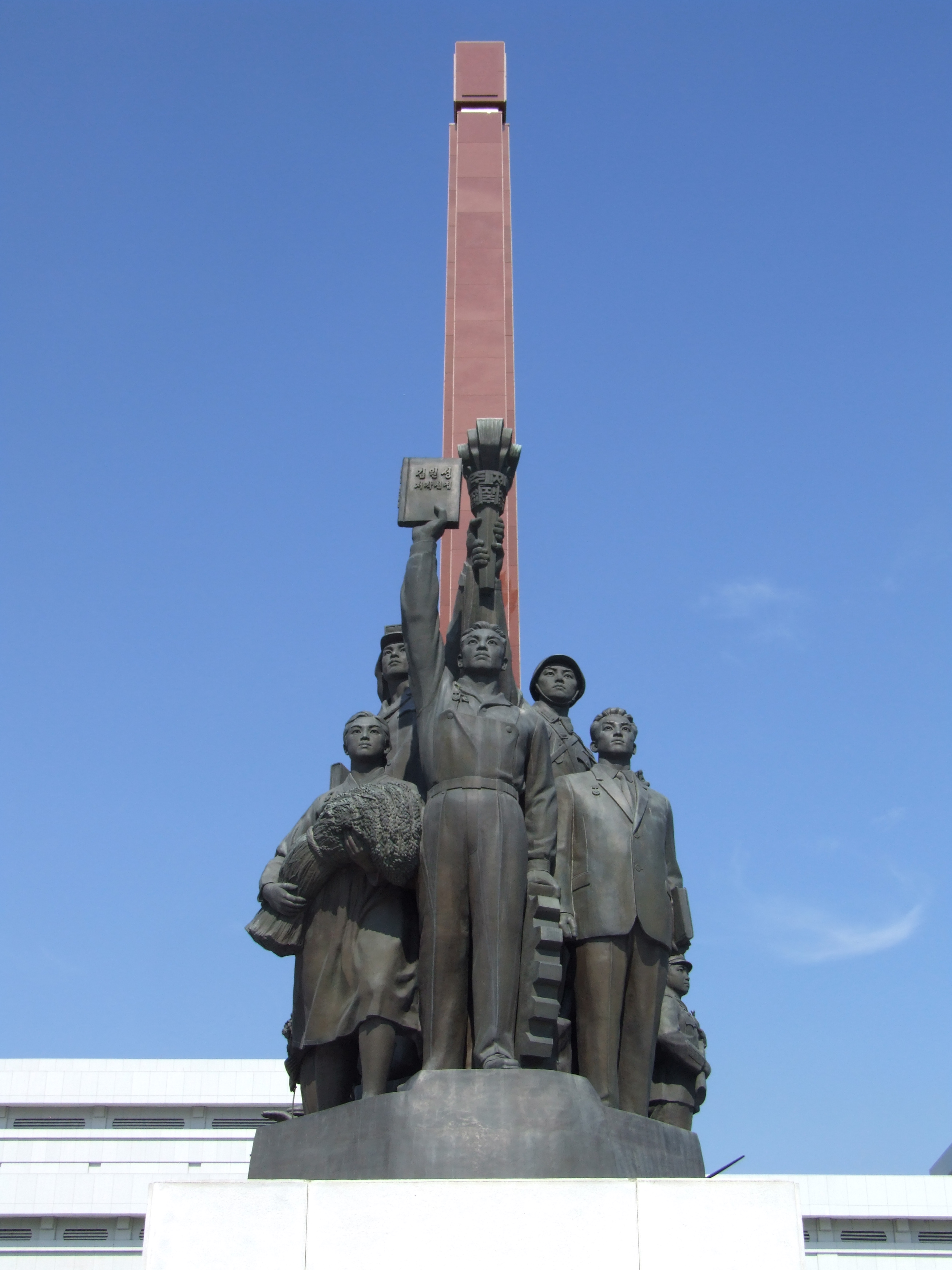
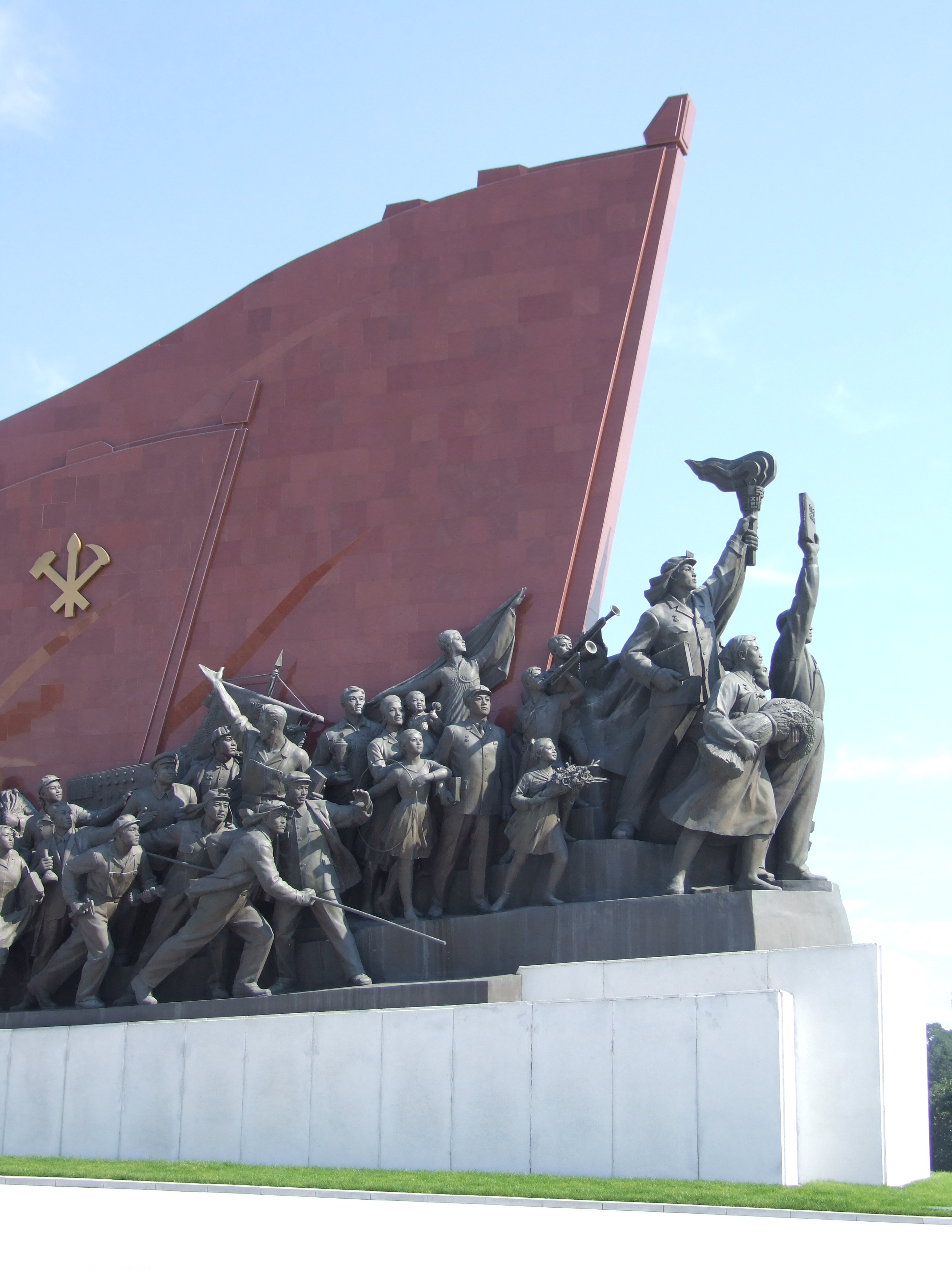
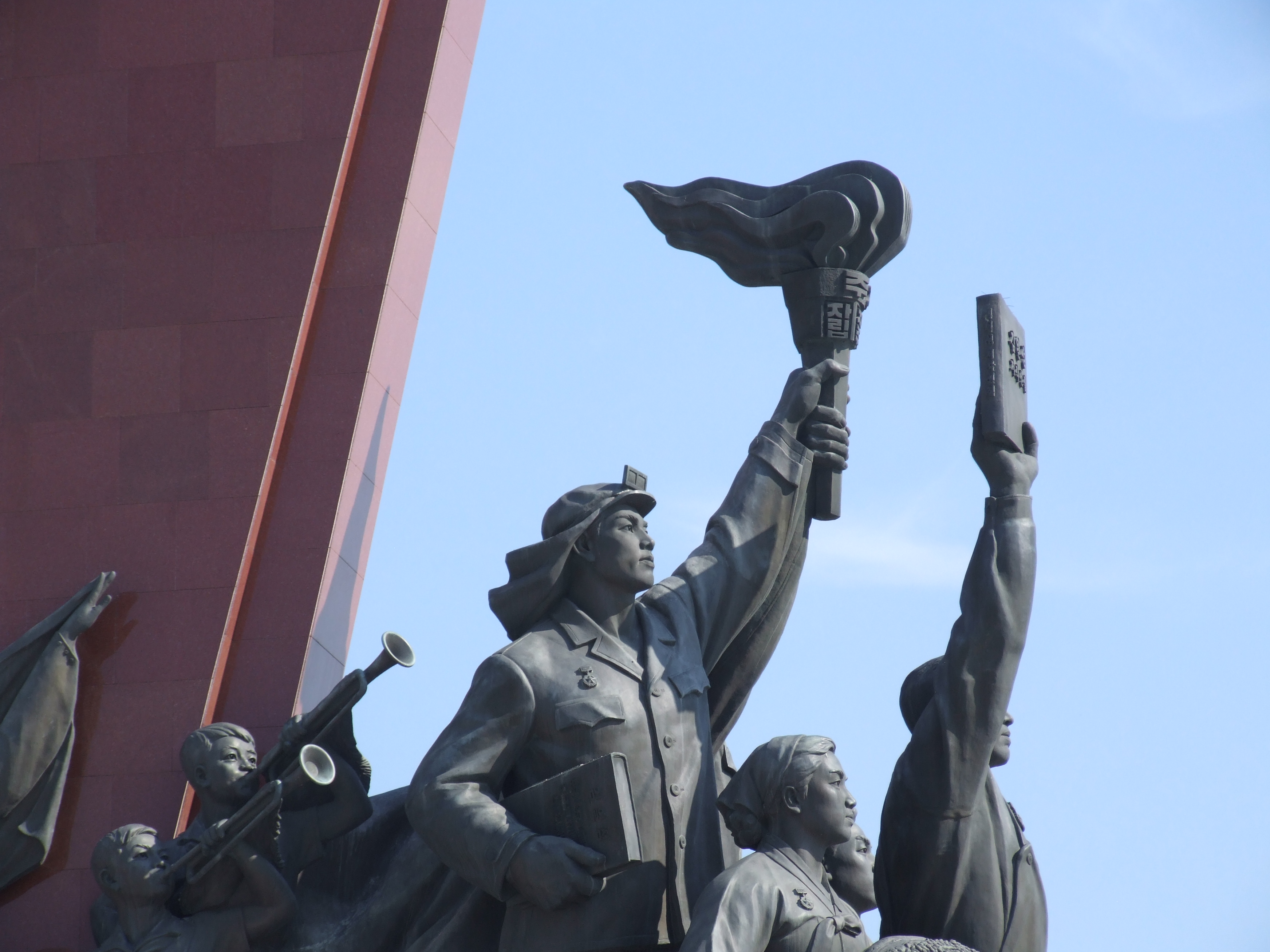
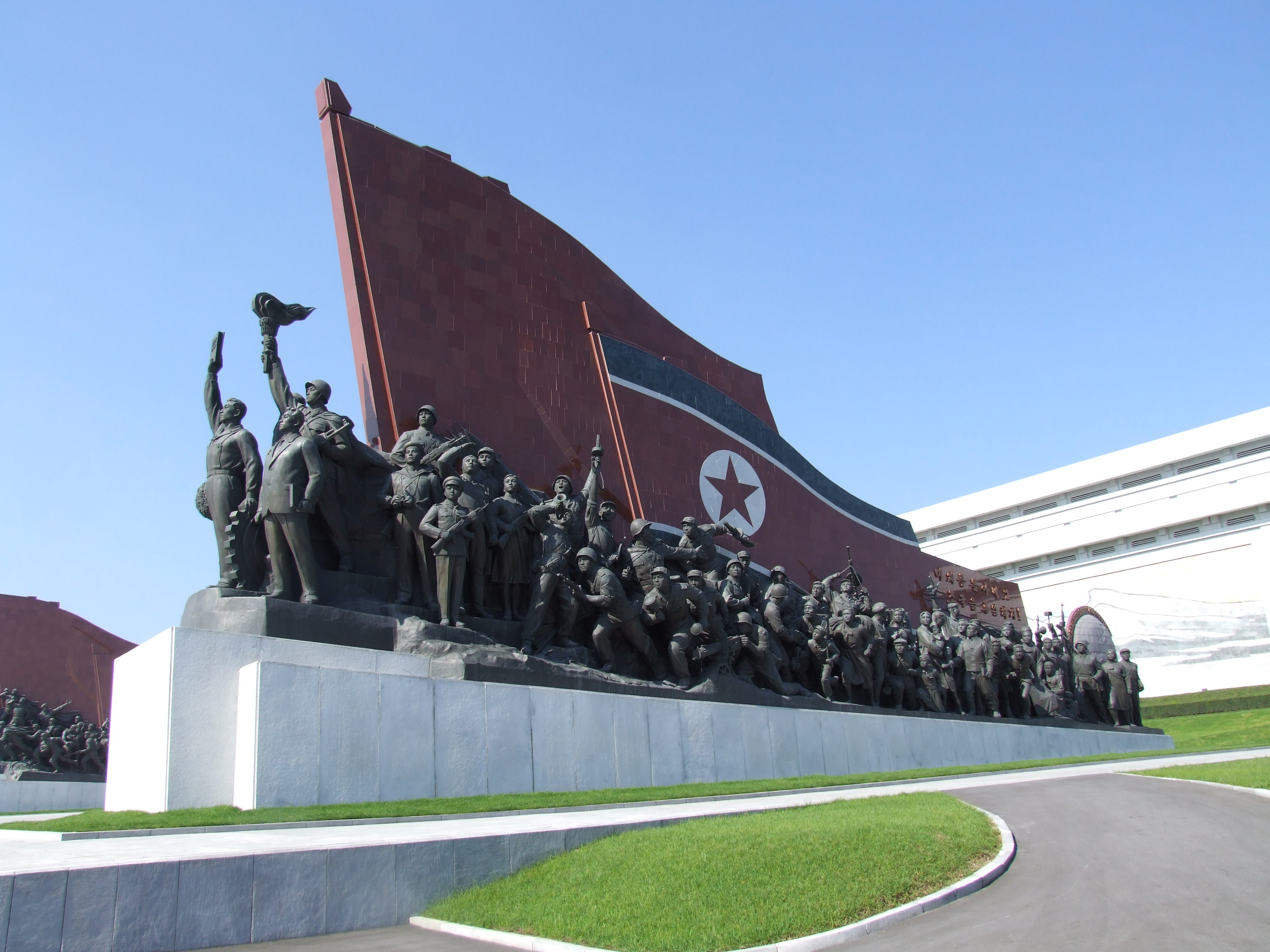
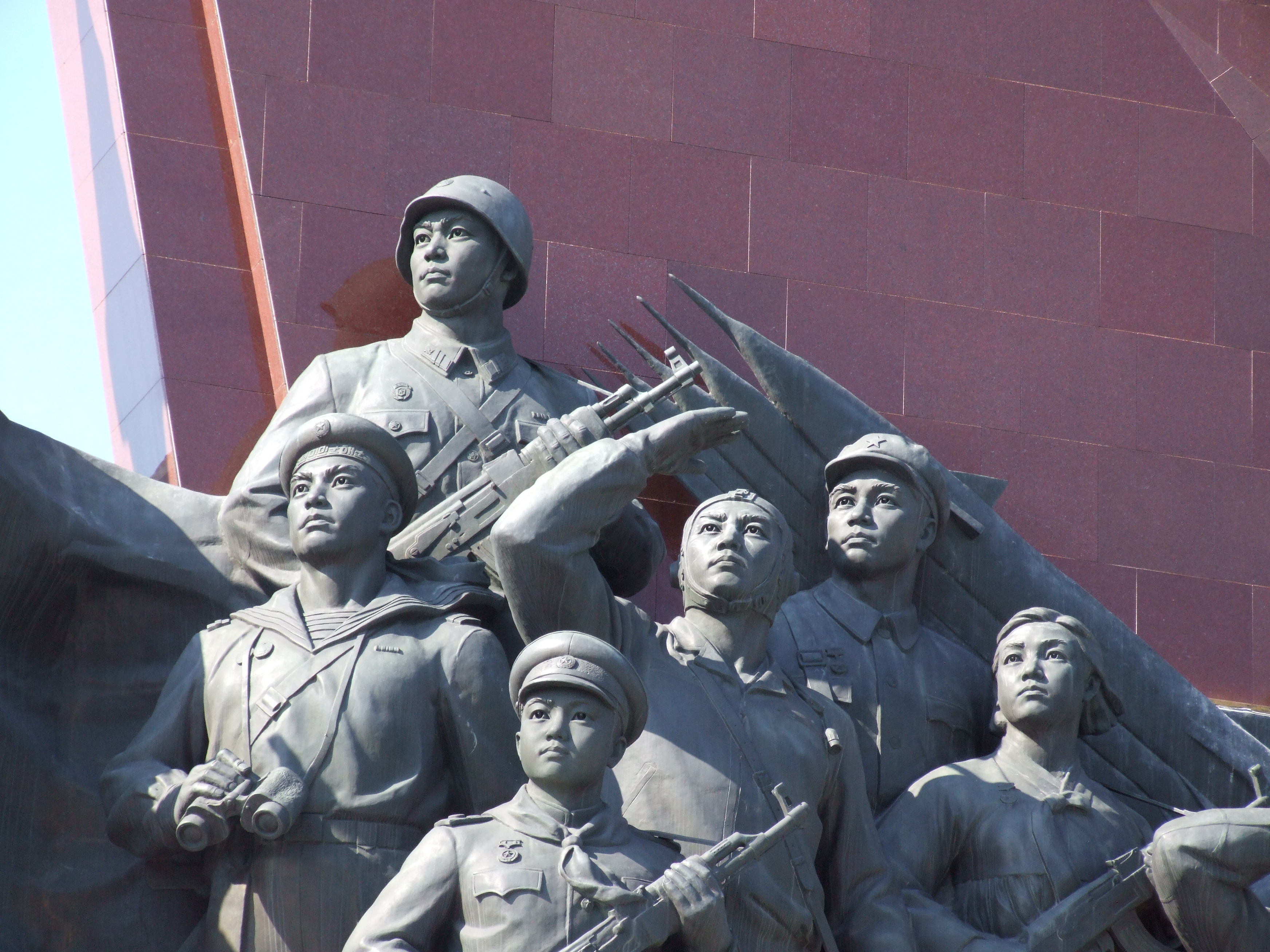
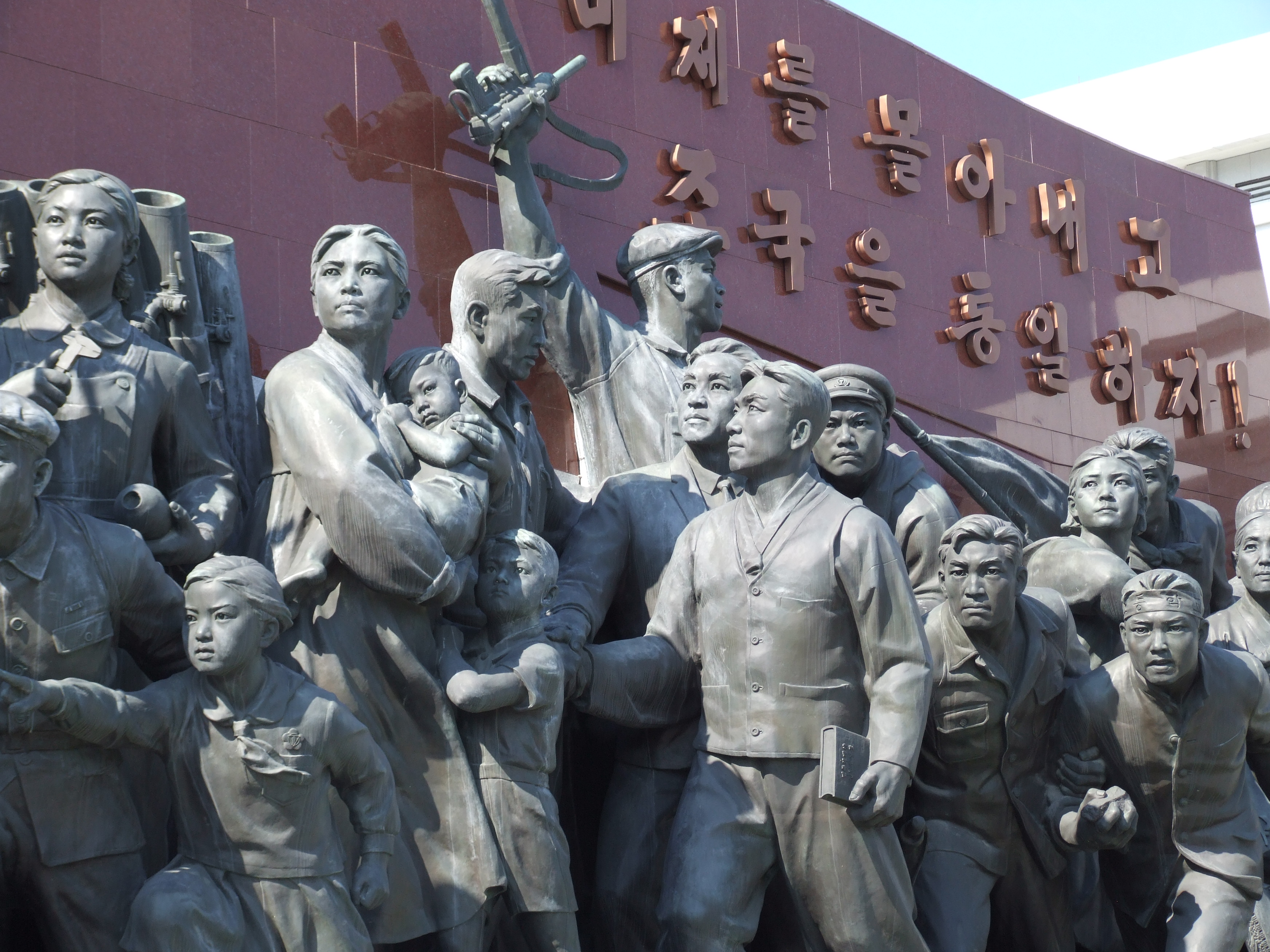
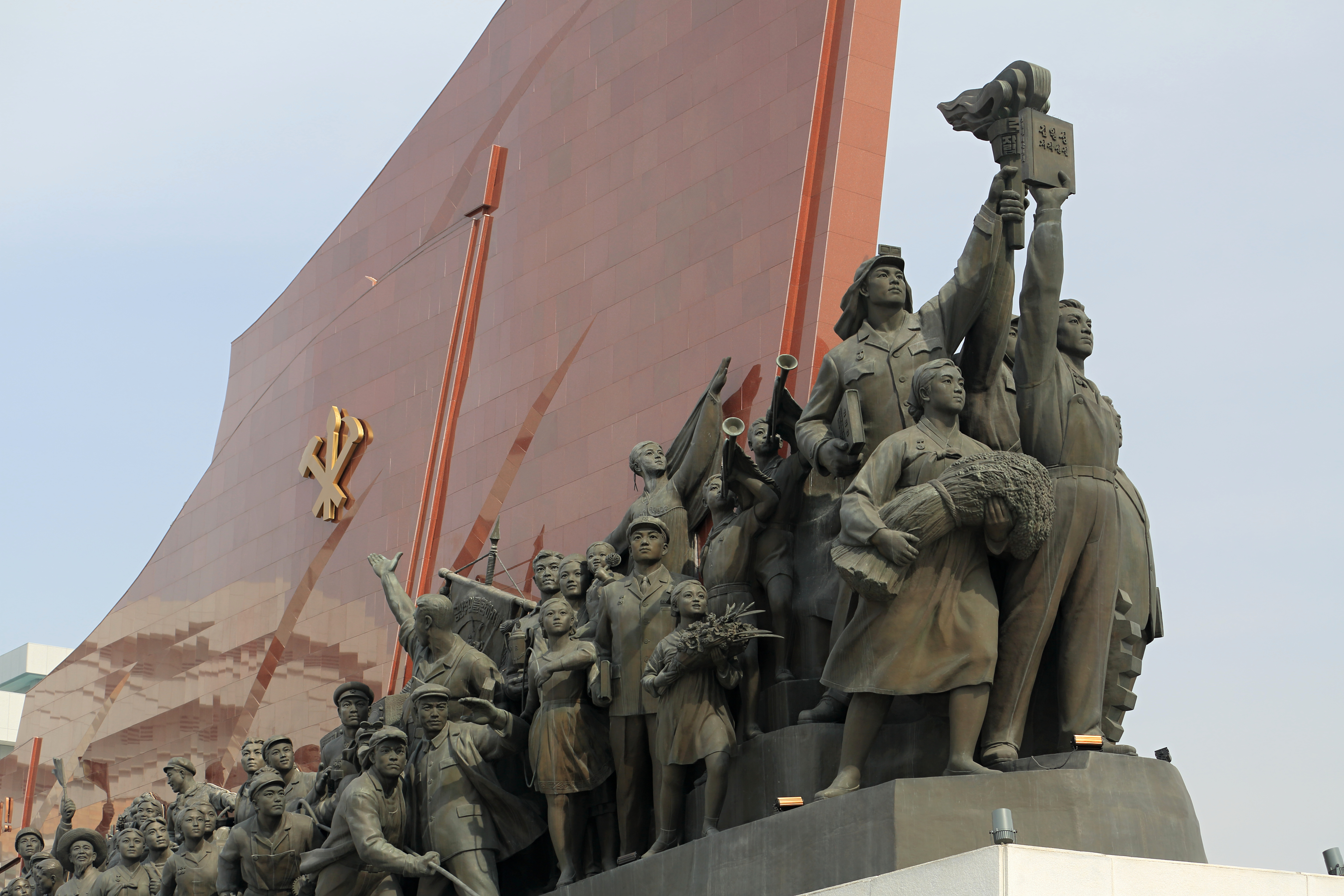